# Sun Yue
Sun Yue (kineski: 孙悦; pinyin: Sūn Yuè; Cangzhou, Hebei, 6. studenog 1985.) kineski je profesionalni košarkaš. Visok je 2,06 m i što je još neobičnije, igra na poziciji braniča. Radi se o pravom all-around igraču koji može na terenu učiniti sve što trener od njega traži. Trenutačno je član ABA momčadi Beijing Olympiansa. Izabran je kao 40. izbor NBA drafta 2007. od strane Los Angeles Lakersa.

## Profesionalna karijera

### Beijing Aoshen (2002. – 2008.)
Sun je karijeru započeo kao 17-godišnjak u kineskoj momčadi Beijing Olympians koja je nastupala u kineskoj CBA ligi. Sun je 2004. izabran u kinesku U-20 reprezentaciju, ali kad je njegova momčad odlučila ne pustiti ga na pripreme reprezentacije, CBA je odlučila izbaciti klub iz lige. Klub se preselio u američku ABA (American Basketball Association) ligu, drugu po kvaliteti košarkašku organizaciju u SAD-u. U prvoj sezoni, Sun je u prosjeku postizao 9.5 poena, 7 skokova i 6.7 asistencija po utakmici. U jednoj ABA utakmice protiv L.A. Aftershocka, Sun je postigao nevjerojatnih 12 poena, 14 skokova, 12 asista, 8 blokada i 4 ukradene lopte, a na kraju sezone izabran je u All-ABA drugu petorku. Sljedeće sezone popravio je svoje brojke i u prosjeku je postizao 13.5 poena, 6 skokova, 10.5 asistencija, 1.9 ukradenih lopti i 2 blokade, a na kraju sezone izabran je u All-ABA prvu petorku.

### Los Angeles Lakers/D-Fenders (2008. – 2009.)
Iako se prvotno prijavio na NBA draft 2006., Sun je odlučio svoju povući prijavi i pričekati sljedeći draft. U pre-draft kampu u Orlandu izmjeren mu je odraz od 86.3 cm i 5.1% mišićne masti u tijelu. Izabran je kao četrdeseti izbor NBA drafta 2007. od strane Los Angeles Lakersa. Međutim, Sun je još jednu godinu ostao u svom starom klubu i tek je u kolovozu 2008. potpisao je za Lakerse. No, samo nekoliko dana kasnije nakon dolaska u Sjedinjene Države, Sun je obolio od mononukleoze i zbog toga je odveden u bolnicu. Nakon oporavka od bolesti, u NBA ligi debitirao je 7. prosinca 2008. protiv Milwaukee Bucksa, kojima je ubacio 4 poena za pet odigranih minuta. Za Lakerse je odigrao 10 utakmica, prije nego što je u ožujku potpisao za za Lakersovu razvojnu D-League momčad Los Angeles D-Fenderse. Za D-Fenderse je odigrao šest utakmica, i u prosjeku postizao 9.8 skokova, 3.3 skoka, 3.7 asistencija i 2.3 blokade. Tada je zbog ozljede gležanja propustio ostatak sezone i natrag se vratio u Lakerse. Iako se postepeno oporavio od ozljede, Sun od ožujka nije odigrao niti jednu NBA utakmicu. Igrao je samo u deset utakmica s ukupno 28 minuta provedenih na parketu i šest postignutih poena. Lakersi su imali opciju da ga zadrže i iduću sezonu za 736 tisuća dolara plaće, međutim odbili su tu mogućnost.

### New York Knicks (2009.- danas)
14. rujna 2009. u predsezoni potpisao je djelomično garantirani ugovor s New York Knicksima. Nekoliko mjeseci kasnije, Yue je otpušten.

## Vanjske poveznice
- Profil na NBA.com
- Profil  Arhivirana inačica izvorne stranice od 20. veljače 2011. (Wayback Machine) na Basketball-Reference.com
- Profil na D-league.com